# Gérald Passi
Gérald Passi (født 21. januar 1964) er en tidligere fransk fodboldspiller.

## Frankrigs fodboldlandshold
| Frankrigs landshold | Frankrigs landshold | Frankrigs landshold |
| År                  | Kmp                 | Mål                 |
| ------------------- | ------------------- | ------------------- |
| 1987                | 4                   | 0                   |
| 1988                | 7                   | 2                   |
| Total               | 11                  | 2                   |